# 高木町 (東近江市)
高木町（たかぎちょう）は、滋賀県東近江市の地名。

## 地理
東近江市の南部に位置し、旧永源寺町に属している。

## 世帯数と人口
2019年（令和元年）9月1日現在の世帯数と人口は以下の通りである。
| 町丁   | 世帯数  | 人口  |
| ------ | ------- | ----- |
| 高木町 | 124世帯 | 389人 |

### 人口の変遷
国勢調査による人口の推移。
| 2010年（平成22年） | 403人 | [ 5 ] |  |
| 2015年（平成27年） | 371人 | [ 6 ] |  |

### 世帯数の変遷
国勢調査による世帯数の推移。
| 2010年（平成22年） | 104世帯 | [ 5 ] |  |
| 2015年（平成27年） | 110世帯 | [ 6 ] |  |

## 学区
市立小・中学校に通う場合、学区は以下の通りとなる。
| 番・番地等 | 小学校               | 中学校                 |
| ---------- | -------------------- | ---------------------- |
| 全域       | 東近江市立市原小学校 | 東近江市立永源寺中学校 |

## 施設
- 東近江市立市原小学校

## 交通
- 滋賀県道170号高木八日市線
- 滋賀県道508号中里山上日野線

## その他

### 日本郵便
- 郵便番号 : 527-0223[3]（集配局：永源寺郵便局[8]）。